# Emmanuel Carrère
Emmanuel Carrère d'Encausse (Parigi, 9 dicembre 1957) è uno scrittore, sceneggiatore e regista francese.

## Biografia
Emmanuel Carrère d'Encausse è figlio di Louis Carrère e di Hélène Carrère d'Encausse. Quest'ultima fu la terza donna ad essere eletta nell'Académie française, figlia a sua volta di un immigrato georgiano collaborazionista e di una immigrata russa, entrambi appartenenti alle nobiltà locali decadute con la Rivoluzione russa. Carrère è laureato presso l'Institut d'études politiques de Paris, più noto come Sciences Po. Il suo primo lavoro è stato quello di critico cinematografico per la rivista Télérama.
Nel 1983 ha esordito con il romanzo L'ami du jaguar. All'esordio seguirono altri titoli di pura fiction fino al 2000, anno in cui pubblica il suo primo vero successo: L'avversario. Il libro narra la storia di Jean-Claude Romand, un uomo vissuto nella menzogna: dopo aver fatto credere per diciotto anni alla sua famiglia di essere un medico, Jean-Claude decide di sopprimere sua moglie, i suoi figli, i suoi genitori e la sua amante e di dar fuoco alla sua casa, quando si accorge di essere stato smascherato. Leggendo nella cronaca il caso di questo individuo, vissuto per anni nella menzogna di una vita brillante, dopo essersi trasformato in un killer, Carrère si incuriosisce e prende contatti con lui.
Romand accetta di collaborare alla stesura del libro, con l'intenzione di capire egli stesso i motivi che lo hanno portato a compiere quel crimine di cui poi si dichiara pentito. Emmanuel Carrère rintraccia e intervista due dei suoi vecchi amici, assiste alle udienze del processo e decide di tracciare un'indagine sulla mente di una persona che ha vissuto una parte importante della sua vita, costruita sulla menzogna. Anche dopo la condanna all'ergastolo, Carrère visita più volte Romand in carcere e tiene con lui una fitta corrispondenza, che gli dà modo di documentare la sua vita da detenuto e la sua riscoperta della fede.
Carrère ha tentato diverse stesure del libro, prima dal punto di vista dell'assassino, poi facendo parlare i suoi amici e i protagonisti della storia, ma nella stesura definitiva ha voluto narrare la propria esperienza in prima persona, segnando così una svolta nel proprio stile di scrittura. Da L'avversario in poi, infatti, in ogni sua opera Carrère compare come narratore presente ai fatti, scrivendo pagine radicate nella realtà e molto documentate come in Limonov, il suo libro più venduto, in cui la biografia romanzata del leader dissidente russo Ėduard Limonov diventa uno strumento di analisi della Russia, dall'URSS a Putin, o come in Il regno, in cui traccia la storia del primo secolo dell'era cristiana e dell'effimera conversione dell'autore.
Dopo aver esordito come critico, Carrère non ha comunque abbandonato il mondo del cinema: ha scritto numerose sceneggiature per telefilm basati su testi di Georges Simenon, ha collaborato alla sceneggiatura di molte puntate di Les Revenants e di altre fiction televisive. Molti suoi libri sono poi stati trasposti in sceneggiature cinematografiche, e la maggior parte delle sue opere sono incentrate sulla riflessione su se stesso e sul nesso fra illusioni e realtà. Nel libro Yoga, Carrère rivela di essersi ammalato di una forma grave di depressione con "idee suicidarie in un quadro di disturbo bipolare di tipo II" (dalla sua cartella clinica). L'equipe medica, nel suo caso, decise di intervenire "con l'artiglieria pesante", e cioè con la TEC, in quanto il suo venne giudicato un disturbo affettivo psicotico farmacoresistente con suicidarietà intrattabile. Pur essendo stato in analisi per trent'anni, lo scrittore dichiara, nel capitolo Storia della mia pazzia, che solo le gocce di litio quotidiane e la TEC lo hanno salvato.

## Opere
L'opera di Carrère, tradotta in Italia dal 1996 al 2011 per l'Editore Einaudi, che ne pubblicò cinque titoli senza grande seguito, viene rilanciata nel 2012 da Adelphi con la biografia del controverso personaggio Limonov, finalmente bestseller di vendite, dando avvio alla riedizione delle opere precedenti, oltreché dei nuovi libri.

### Narrativa
- (FR) L'ami du jaguar, 1983.
- Bravura (Bravoure, 1984), Marcos y Marcos, 1991.
- I baffi (La Moustache, 1986), Roma, Theoria, 1987. - trad. G. Civiletti, Collana I grandi tascabili n. 715, Bompiani, Milano, 2000 ISBN 88-452-4690-6.
- Fuori tiro (Hors d'atteinte, 1988), traduzione di Antonella Viola, Roma, Theoria, 1989.
- La settimana bianca (La Classe de neige, 1995), traduzione di Paola Gallo, Collana I Coralli n. 47, Einaudi, 1996, ISBN 88-06-14025-6. Collana Einaudi tascabili. Letteratura n. 1256, Einaudi, 2004.
  -  La settimana bianca, traduzione di Maurizia Balmelli, Collana Fabula, Milano, Adelphi, 2014, ISBN 978-88-459-2890-1.
- L'avversario (L'adversaire) (2000), trad. Eliana Vicari Fabris, Collana I Coralli n. 139, Einaudi, Torino, 2000; Collana Einaudi Tascabili n.979, Torino, 2002 ISBN 88-06-15579-2
- Facciamo un gioco (L'usage du monde) (2002), trad. Paola Gallo, Collana L'Arcipelago n. 41, Einaudi, Torino, 2004. ISBN 88-06-16785-5
- La vita come un romanzo russo (Un roman russe) (2007), trad. Margherita Botto, Collana I Coralli, Einaudi, 2009. ISBN 978-88-06-19195-5
  - Un romanzo russo, Traduzione di Lorenza Di Lella e Maria Laura Vanorio, Collana Fabula, Milano, Adelphi, 2018, ISBN 9788845932717
- Vite che non sono la mia (D'autres vies que la mienne) (2009), trad. Maurizia Balmelli, Collana Supercoralli, Einaudi, Torino, 2011. ISBN 88-06-20357-6
- Limonov (biografia romanzata di Ėduard Limonov), traduzione di Francesco Bergamasco, Collana Fabula, Milano, Adelphi, 2012, ISBN 978-88-459-2733-1. - Collana gli Adelphi n. 456, Adelphi, 2014. ISBN 88-45-92898-5
- Yoga, traduzione di Lorenza Di Lella e Francesca Scala, Collana Fabula, Milano, Adelphi, 2021, ISBN 978-88-459-3575-6.

### Saggistica
- (FR) Werner Herzog, Paris, Ediling, 1982, ISBN 2-85601-017-2.
- Ucronia Ucronia (Le détroit de Behring, P.O.L, Paris, 1986), Adelphi, 2024, ISBN 978-88-459-3916-7.
- Io sono vivo e voi siete morti. Philip Dick, 1928-1982: una biografia (Je suis vivant et vous êtes morts, 1993), Roma, Theoria, 1995, ISBN 88-241-0426-6.
  -  Io sono vivo, voi siete morti, traduzione di Federica e Lorenza Di Lella, Collana Fabula, Milano, Adelphi, 2016, ISBN 978-88-459-3087-4.
- Il Regno (Le Royaume, P.O.L., Paris, 2014), traduzione di Francesco Bergamasco, Collana Fabula, Milano, Adelphi, 2015, ISBN 978-88-459-2954-0.
- A Calais, traduzione di Lorenza Di Lella e Maria Laura Vanorio, Collana Biblioteca minima, Milano, Adelphi, 2016, ISBN 978-88-459-3114-7.
- Propizio è avere ove recarsi (Il est avantageux d'avoir où aller, 2016), traduzione di Francesco Bergamasco, La collana dei casi n.118, Milano, Adelphi, 2017, ISBN 978-88-459-3151-2.
- V13 (V13, 2022), traduzione di Francesco Bergamasco, Postfazione di Grégoire Leménager, Collezione La collana dei casi n.147, Milano, Adelphi, 2023, ISBN 978-88-459-3757-6.

### Traduzioni
- «D'après Marc» (con Hugues Cousin) in La Bible, Paris, Bayard, 2001.

## Filmografia

### Come regista e sceneggiatore
- Retour à Kotelnitch (2003)
- L'amore sospetto (La Moustache) (2005)
- Tra due mondi (Ouistreham) (2021)

### Film basati sulle sue opere
- La Classe de neige, regia di Claude Miller (1998)
- L'avversario (L'Adversaire), regia di Nicole Garcia (2002)
- L'amore sospetto (La Moustache), regia di Emmanuel Carrère (2005)
- Je suis heureux que ma mère soit vivante, regia di Claude Miller (2009)
- Tutti i nostri desideri (Toutes nos envies), regia di Philippe Lioret (2011)
- Limonov, regia di Kirill Serebrennikov (2024)

## Riconoscimenti
- 2007 - Prix Duménil per Un roman russe [5].
- 2011 - Prix Renaudot per Limonov[6][7].
- 2015 - membro della giuria della 72ª Mostra internazionale d'arte cinematografica di Venezia[8] e ha ritirato il premio La storia di un romanzo assegnatogli nel corso della manifestazione Pordenonelegge.it[9].
- 7 agosto 2016 - Premio letterario Giuseppe Tomasi di Lampedusa per l'opera Le Royaume[10].